# 纽伦堡足球俱乐部
紐倫堡第一足球會（德語，簡稱FCN）是一間位於德國南部巴伐利亚自由邦紐倫堡市的足球會，於1900年5月4日成立。

## 球會歷史
紐倫堡成立於1900年，早於1909年已憑出色的表現奪得德國南部錦標賽冠軍（South German championship）。第一次世界大戰後紐倫堡逐步將勢力擴展到全國聯賽。在1918年7月到1922年2月之間，紐倫堡在104場正式比賽中保持不敗。二十年代紐倫堡更贏得5屆聯賽冠軍，為當時一支強隊，有著王者俱樂部之稱。
二次大戰後紐倫堡成績江河日下，最後一次頂級聯賽冠軍乃1968年贏得新成立的德甲冠軍，是當時奪冠最多的球隊，但領隊马克斯·默克尔（Max Merkel）卻認為球隊陣容已經老化，進行大換血，翌季衛冕冠軍因此居然需要降級。其後數十年間更多次降級，近代例子有1995/96年球季紐倫堡因財政問題被罰扣6分，結果最後由乙組降至丙組，雖然1998年再次升上甲組，直到季末最後一場比賽紐倫堡仍處於安全線上，只需賽和同時僅需1分的即可雙雙成功保級，但結果紐倫堡輸掉比賽而競爭對手法蘭克福卻大炒獲勝，雙方分數及得失球差相同，紐倫堡因入球較少而再一次降回乙組。
進入2000年代，紐倫堡成為升降機，於2001年重返德甲，2003年降級，翌季再次升級，於2006/07年球季剛獲得第6位及奪得德國足協盃冠軍，翌季又再次降級。
2008/09年球季紐倫堡取得德乙第三位，需與德甲排第16位的科特布斯進行兩回合升/降級附加賽，2009年5月29日作客以3-0獲勝取得絕對優勢，6月1日次回合再勝2-0，累計5-0成功重返德甲。

## 敵對球隊
是紐倫堡持續最久及最重要的本地敵對球隊，兩隊的對抗可以追溯回德國足球發展的初期，當時由這兩支球隊主導德國錦標賽。而對巴伐利亚而言，紐倫堡對拜仁慕尼黑更是年中盛事，兩隊同屬巴伐利亚最成功的球隊。

## 主場球場

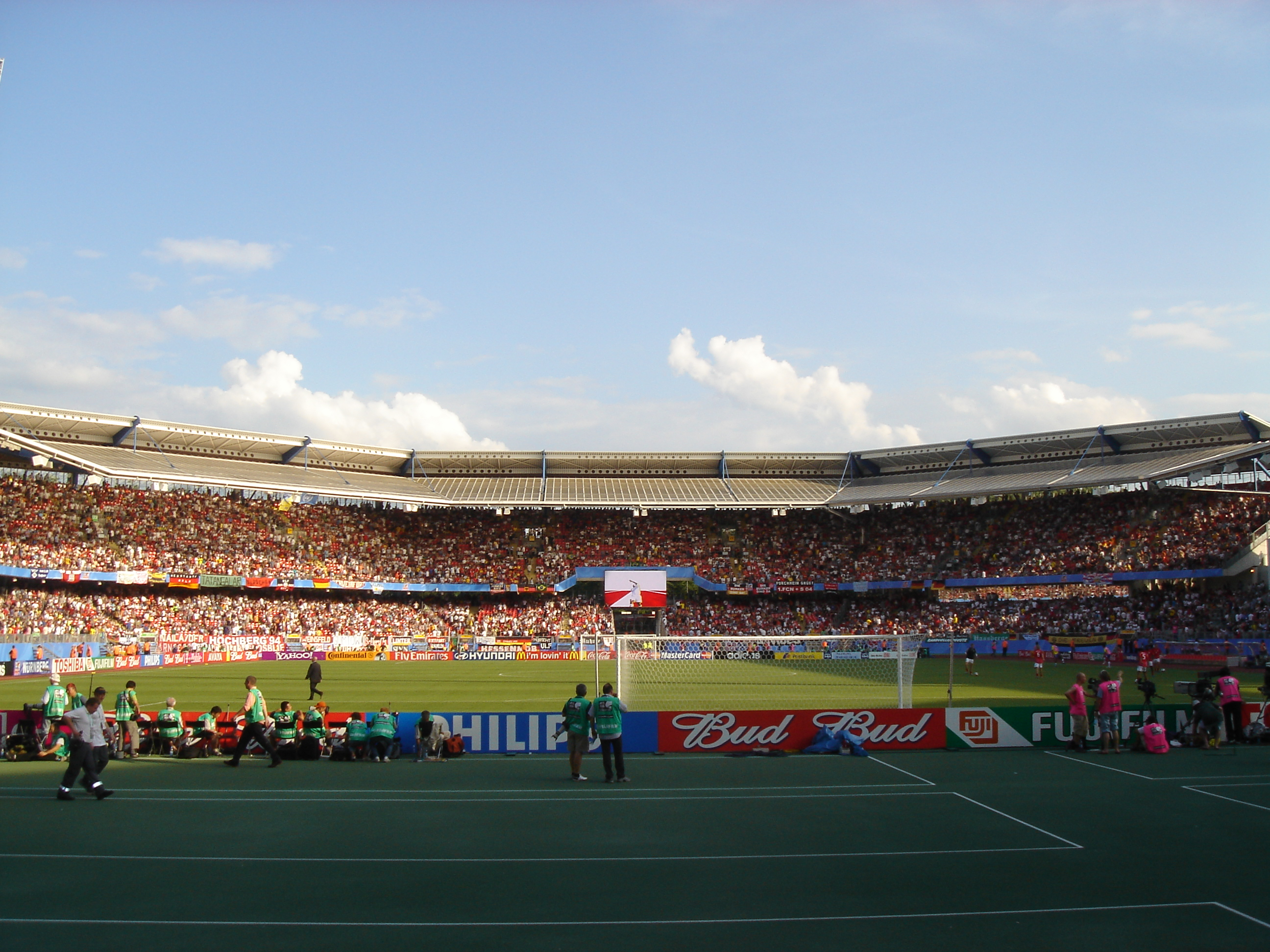
易贷体育场

法蘭肯運動場（德語）冠名贊助稱易贷体育场（easyCredit-Stadion），位於紐倫堡的齊柏林集會場（Zeppelinfeld）傍，在1928年開始啟用，國社黨（National Socialist Party）自1933年使用球場作希特勒青年團（Hitler Youth）的步操場地。球場原名“市區運動場”（Städtisches Stadion），於1991年才改稱法蘭肯運動場，與新建的紐倫堡體育館（Arena Nuernberg）相鄰。球場在2002年因2006年世界盃而進行大改建，耗資5,620萬歐元，將西南及西北看台分別擴建，觀眾容量加到48,000名，比賽草坪降低1.30米使所有座位可以清楚觀賞比賽。法蘭肯運動場在世界盃將舉行四場分組初賽及一場十六強比賽。

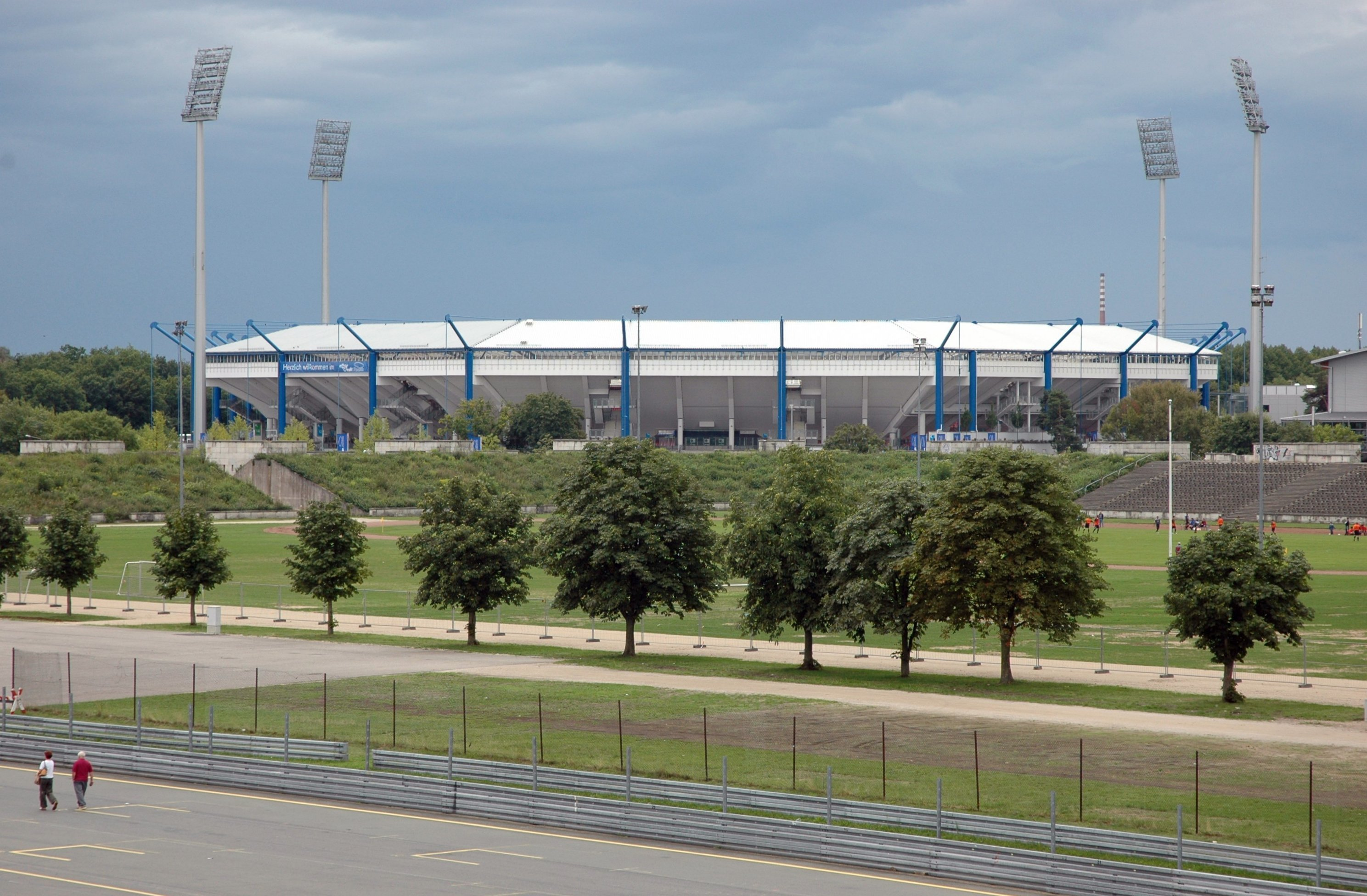
易贷体育场外觀
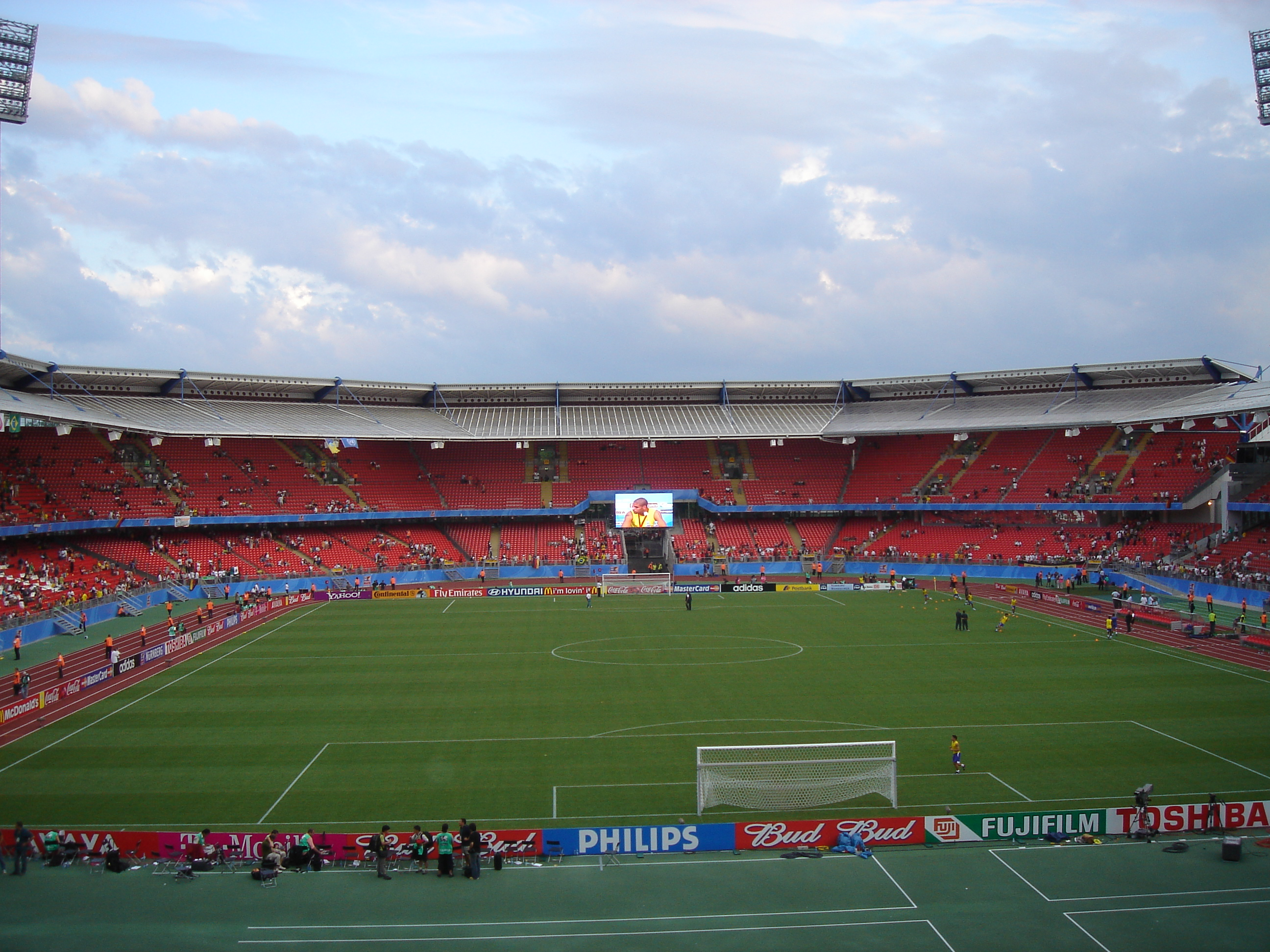
易贷体育场內觀

## 球會榮譽
| 荣誉                  | 次数        | 年度                                                              |
| 本 土 聯 賽           | 本 土 聯 賽 | 本 土 聯 賽                                                       |
| --------------------- | ----------- | ----------------------------------------------------------------- |
| 德國錦標賽 冠軍       | 8           | 1920年、1921年、1924年、1925年、1927年、 1936年、1948年、1961年； |
| 德國甲組足球聯賽 冠軍 | 1           | 1968年；                                                          |
| 德國乙組足球聯賽 冠軍 | 3           | 1985年、2001年、2004年；                                          |
| 本 土 杯 賽           |             |                                                                   |
| 德國盃 冠軍           | 4           | 1935年、1939年、1962年、2007年；                                  |

## 著名球星

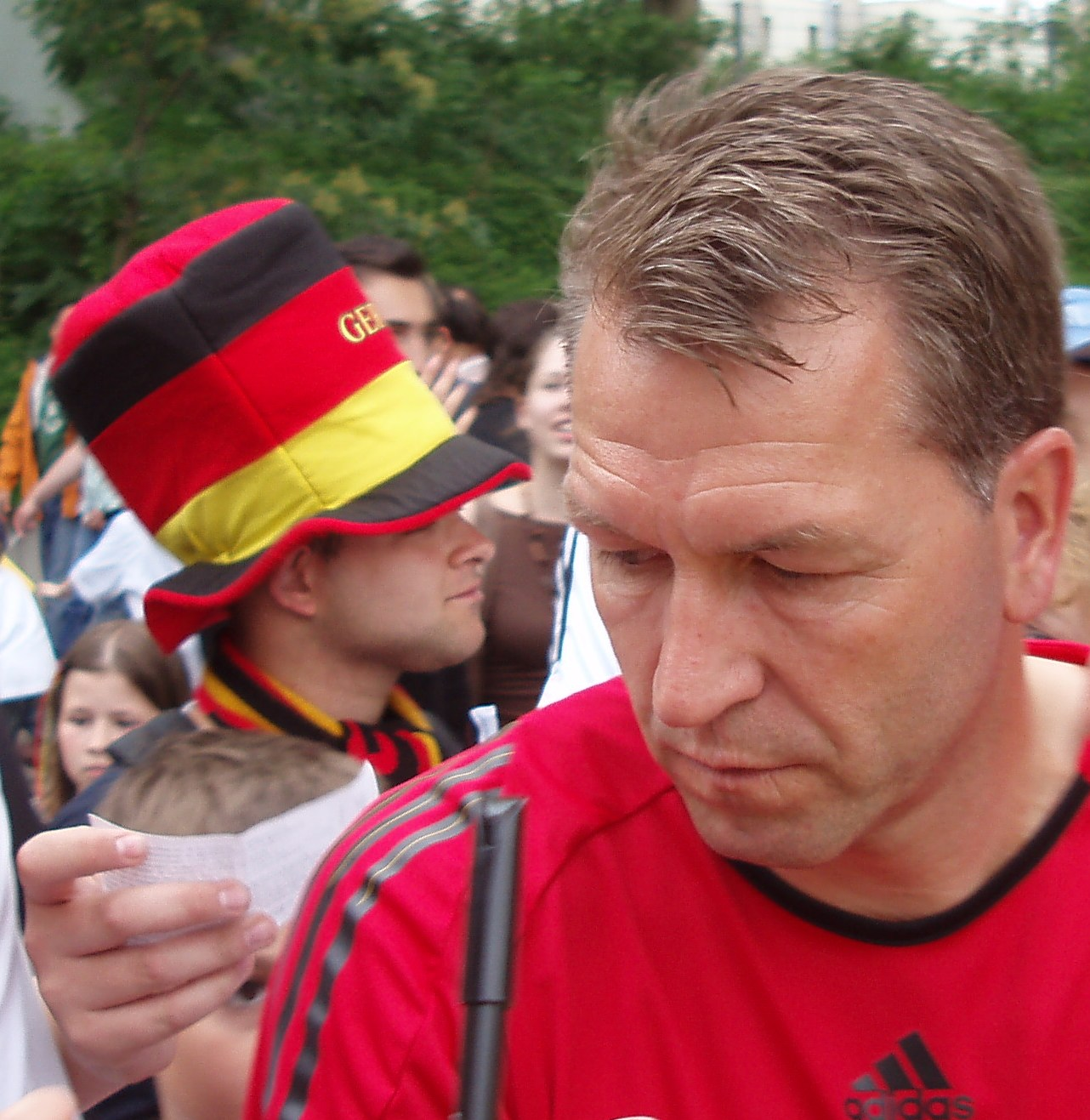
科普克

- （Norbert Eder，1974年–1984年）
- （Uli Hoeneß，1978年–1979年）
- （Andreas Köpke，1986年–1994年，1998年–2001年）
- （Max Morlock，1940年–1964年）
- （Stefan Reuter，1984年–1988年）
- 托马什·加拉塞克（Tomáš Galásek，2006年–2008年）
- （Jan Koller，2008年）
- 马里奥·坎塔卢皮（Mario Cantaluppi，2004年–2006年）
- 加塞克·科日诺维克（Jacek Krzynówek，1999年–2004年）
- （Robert Kovač，1995年–1996年）
- （Samuel Kuffour，1995年–1996年）
- （2005年–2008年）

## 外部連結
- http://www.fcn.de/ （页面存档备份，存于）
- http://www.abseits-soccer.com/clubs/fcn.html （页面存档备份，存于）